# Rena Tangens

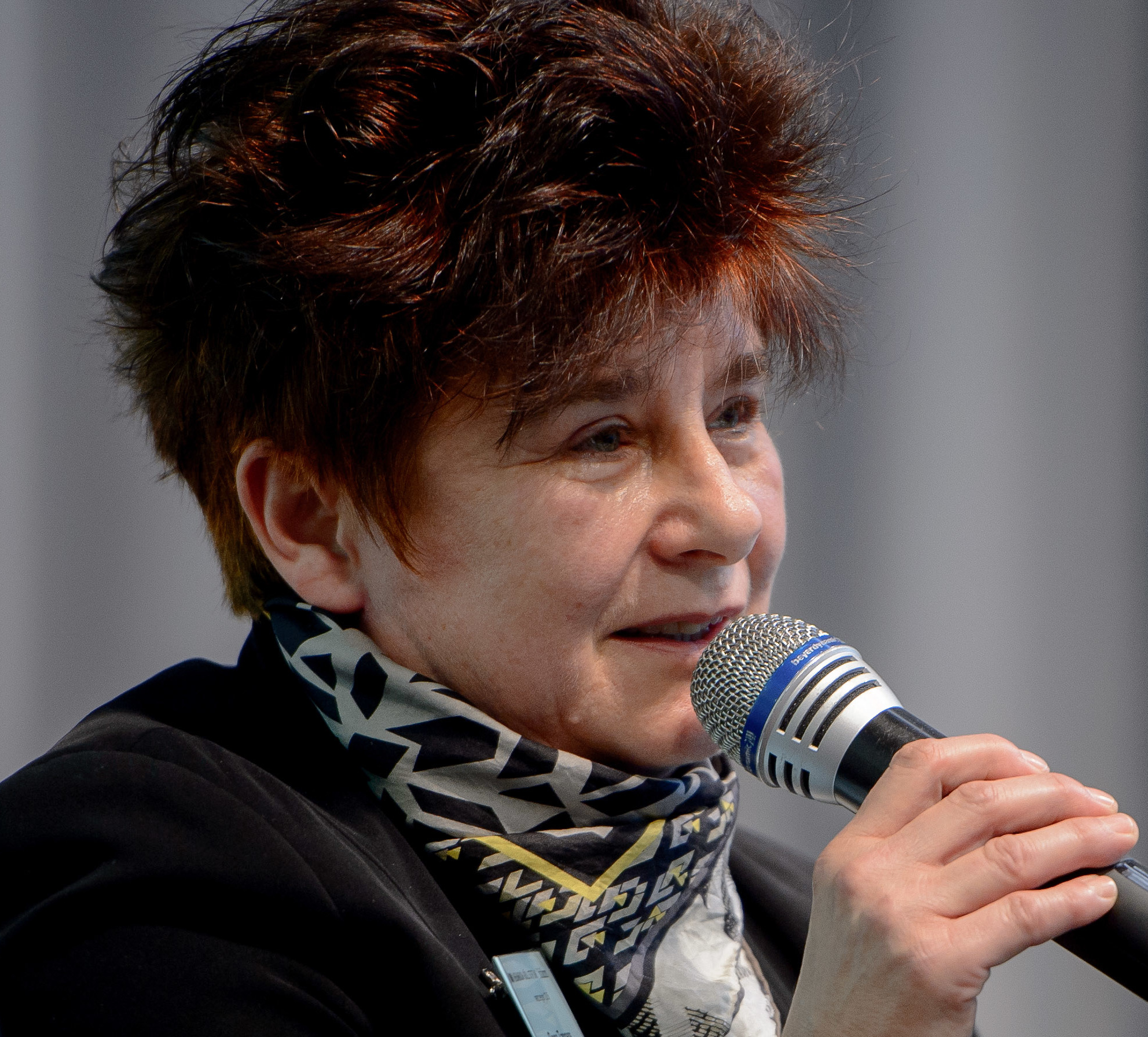
Rena Tangens, 2015

Rena Tangens (* in Bielefeld) ist eine deutsche Datenschutzaktivistin, Internet-Pionierin und Künstlerin.
Sie gründete 1984 zusammen mit padeluun das Kunstprojekt und die Galerie Art d’Ameublement. Sie ist Mitbegründerin und politische Geschäftsführerin des Grundrechte- und Datenschutzvereins Digitalcourage (vormals FoeBuD) und Mitorganisatorin sowie Jurymitglied der deutschen Big Brother Awards, die seit dem Jahr 2000 jährlich in Bielefeld verliehen werden.

## Biografie
1984 rief sie gemeinsam mit padeluun das Kunstprojekt Art d’Ameublement ins Leben, das von Erik Satie inspiriert wurde. Sie kuratierte die monatliche Kultur- und Technologie-Veranstaltungsreihe Public Domain. 1988 gründete sie gemeinsam mit Barbara Thoens die Haecksen, ein Zusammenschluss weiblicher Mitglieder des Chaos Computer Clubs. Ab 1989 arbeitete sie am Mailboxprogramm ZERBERUS (siehe Z-Netz), dessen Oberfläche sie mit gestaltete, und der BIONIC-MailBox mit.
Rena Tangens lebt und arbeitet in Bielefeld und ist Ehrenmitglied des Chaos Computer Clubs. Sie unterstützt die überwachungskritische Datenschutzdemonstration Freiheit statt Angst.

### Strafanzeige gegen die Bundesregierung
Am 3. Februar 2014 erstatteten mehreren Gruppen und Personen vor dem Hintergrund der globalen Überwachungs- und Spionageaffäre eine Strafanzeige gegen die Bundesregierung. Darunter waren Rena Tangens, der Chaos Computer Club, die Internationale Liga für Menschenrechte, der Datenschutzverein Digitalcourage, Rolf Gössner, Constanze Kurz und padeluun. Die Bundesregierung habe aktiv illegale geheimdienstliche Agententätigkeiten durchgeführt und unterstützt, Verletzungen des persönlichen Lebens- und Geheimnisbereichs verübt und durch Kooperation mit dem britischen GCHQ-Geheimdienst und der amerikanischen National Security Agency Ermittlungen gegen diese behindert.
Namentlich werden die Präsidenten des Bundesnachrichtendienstes, des Bundesamtes für Verfassungsschutz und des Militärischen Abschirmdienstes genannt, die in die „flächendeckenden Geheimdienstaktivitäten verstrickt und mit uferlosen Datenübermittlungen am globalen Ausforschungssystem und an den Datenexzessen beteiligt“ seien. Explizit werden Bundeskanzlerin Angela Merkel und Innenminister Thomas de Maizière als Verantwortliche für die „mutmaßliche Mittäter- und Gehilfenschaft“ bundesdeutscher Geheimdienste erwähnt. Die Involvierung bundesdeutscher Geheimdienste durch Datenzulieferung oder das Mitwirken beispielsweise am Spähprogram XKeyscore bedürfe der Aufklärung. Bei dem geplanten Untersuchungsausschuss des Bundestages sah Gössner das Problem in der Geheimhaltung, denn letztlich seien nur die Snowden-Enthüllungen öffentlich.

### Auszeichnungen

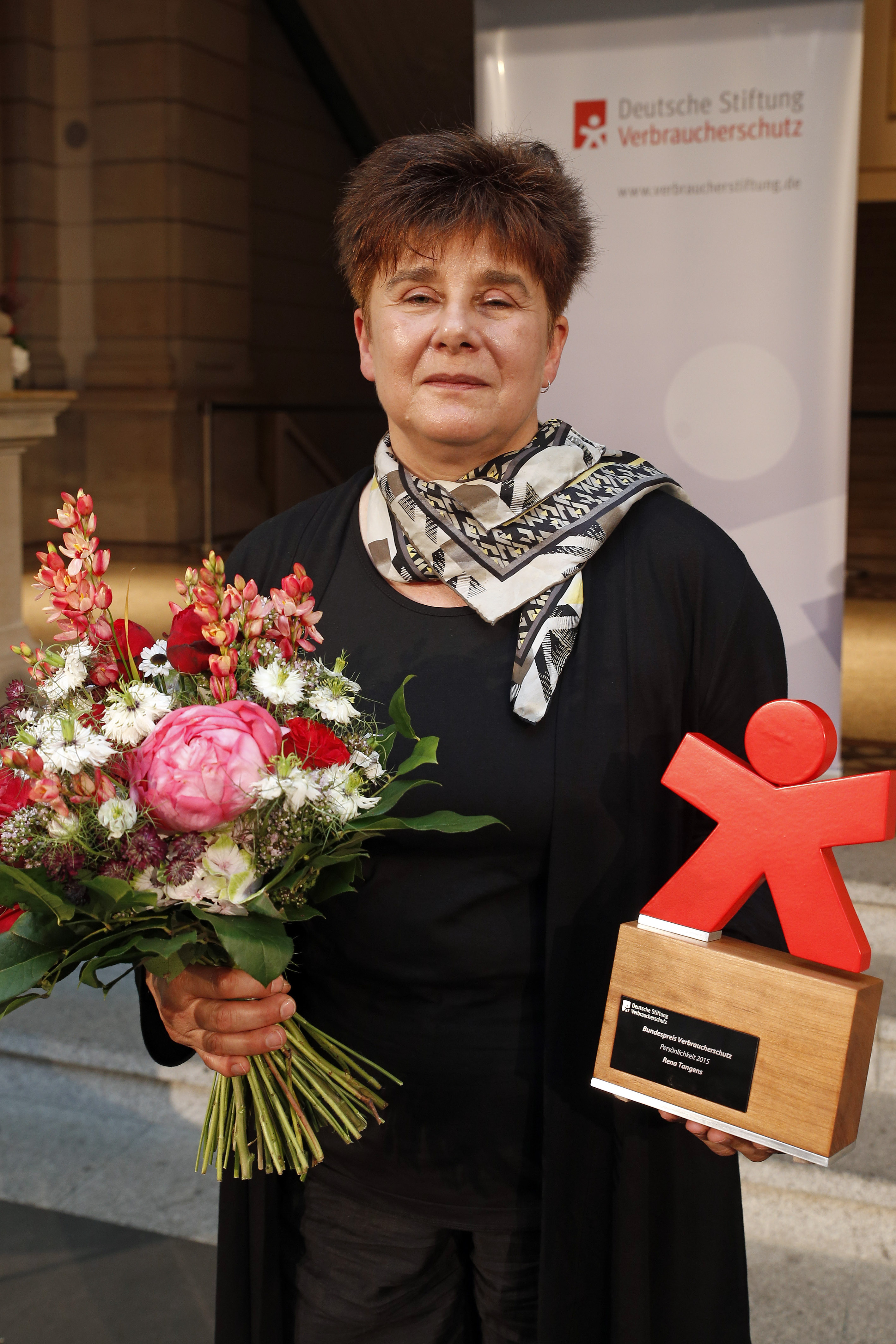
Rena Tangens mit ihrer Auszeichnung „Persönlichkeit des Verbraucherschutzes 2015“

- 2004 erhielt Rena Tangens mit padeluun den Preis der evolutionären zellen.[6]
- 2007 war Rena Tangens als Künstlerin Stipendiatin des Landes Nordrhein-Westfalen.
- 2015 wurde Rena Tangens mit dem Bundespreis Verbraucherschutz des VZBV ausgezeichnet. Sie erhielt die Auszeichnung „Persönlichkeit des Verbraucherschutzes 2015“.[7]
- Im März 2016 erhielt Tangens den Bielefelder Frauenpreis, eine Auszeichnung des Bundes der Frauenvereine und der Regionalzeitung Neue Westfälische.[8]
- Im Juni 2018 erhielten Rena Tangens und padeluun die Ehrennadel der Stadt Bielefeld. Zur Begründung hieß es, sie hätten sich mit ihrem Einsatz für den Datenschutz und Menschenrechte um das Wohl und Ansehen der Stadt Bielefeld verdient gemacht.[9][10][11][12]

## Veröffentlichungen
- Androzentrismus im Netz, in: Kursbuch Internet – Anschlüsse an Wirtschaft und Politik, Wissenschaft und Kultur, 1996.
- Frauen & Netze: findig reisen in den Netzen. Hg.: Hooffacker, Gabriele; Tangens, Rena. rororo, 1997.
- MailBox auf den Punkt gebracht: mit Zerberus und CrossPoint zu den Bürgernetzen. Bielefeld 1998.
- Netzwerken im Sinne Erik Saties. Von Art d’Ameublement, ZaMir-Netz und einem kollektiven europäischen Tagebuch, in: Das jugoslawische Labyrinth, Hg.: Christine Rigler, 2001.
- Art d’Ameublement – Kunst ist Rahmenbau, in: Do it yourself Media – Kunst und digitale Medien. Software, Partizipation, Distribution. Dokumentation der transmediale.01., 2001.
- Schwarzbuch Datenschutz: ausgezeichnete Datenkraken der BigBrotherAwards. Hg.: Rena Tangens & padeluun, Edition Nautilus 2006.
- Big Brother – der Kampf gegen die Überwachung, in: Wem gehört das Internet?, München 2008 (Download als PDF).
- RFID. Radio Frequency Identification: Die cleveren Dinge für überall – oder wir im Netz der Dinge?, Hg.: Forum InformatikerInnen FIFF 2006.